# استان جفاره
الجفاره (به عربی: شعبیة الجفارة) یک استان در لیبی است. الجفاره ۱٬۹۴۰ کیلومتر مربع مساحت و ۴۵۱٬۱۷۵ نفر جمعیت دارد.